# Цезарь и Клеопатра (фильм, 1945)
«Цезарь и Клеопатра» (англ. Caesar and Cleopatra) — художественный фильм 1945 года. В главных ролях сыграли Клод Рейнс и Вивьен Ли, сценарий написал Гэбриел Паскаль по одноимённой пьесе Джорджа Бернарда Шоу. Фильм был номинирован на «Оскар» в категории «Лучший художник-постановщик» (Джон Брайан).

## Сюжет
В этом философском фильме изображён Юлий Цезарь, он овладевает египетской столицей Александрией и пытается разрешить вражду между молодой царицей Клеопатрой и её младшим братом Птолемеем. Среди напряженных, порой смертельно опасных придворных интриг Цезарь завязывает близкие отношения с юной царицей Клеопатрой и учит её, как обрести и использовать власть.

## Производство
Снятый по системе «Техниколор» (англ. Technicolor) самый дорогой фильм, сделанный в Англии в то время. Паскаль привез песок из Египта, чтобы получить эффект кинематографического цвета. Фильм провалился в прокате и практически закончилась режиссёрская карьера Паскаля. Это первый фильм по пьесе Шоу, сделанный в цвете, и последний фильм по пьесе Шоу при его жизни. После смерти писателя в 1950 году Паскаль снял ещё один фильм по его пьесе в 1952 году — «Андрокл и Лев».

## В ролях
- Клод Рейнс — Юлий Цезарь
- Вивьен Ли — Клеопатра, молодая египетская царица
- Стюарт Грейнджер — Апполодор, патриций
- Флора Робсон — Фтататита, кормилица Клеопатры
- Фрэнсис Л. Салливан[англ.] — Потин
- Бэзил Сидни — Руфий, римский военачальник
- Сесил Паркер[англ.] — Британн, секретарь Цезаря
- Стэнли Холлоуэй — Белзанор
- Реймонд Лавелл[англ.] — Луций Септим[англ.]
- Эрнест Тесайджер — Теодот, наставник Птолемея
- Энтони Харви — Птолемей XIII, юный фараон Египта
- Джин Симмонс — рабыня-арфистка
- Майкл Ренни — центурион
- Джон Лори — часовой
- Рене Эшерсон — Ирас